# Roland Flade
Roland Flade (* 10. September 1951 in Aschaffenburg) ist ein deutscher Historiker, Autor und Journalist.

## Leben
Flade stammt aus einer unpolitischen Aschaffenburger Kleinbürgerfamilie. Die Familie seines Vaters stammt aus Niederschlesien. Der Besuch Willy Brandts in Erfurt am 19. März 1970 weckte sein politisches Interesse. Nach seinem Abitur am Friedrich-Dessauer-Gymnasium Aschaffenburg 1971 studierte er bis 1977 Anglistik und Geschichte an der Julius-Maximilians-Universität Würzburg, der University of East Anglia in Norwich und der State University of New York in Oswego. Seine Zulassungsarbeit schrieb er über den Vietnamkrieg als Medienphänomen.
Anschließend arbeitete er für die Main-Post, zuerst als Volontär, später als Zeitungsredakteur in Bad Kissingen, bevor er an der Julius-Maximilians-Universität Würzburg mit einer Dissertation über die Geschichte der Würzburger Juden zum Dr. phil. promoviert wurde. In dieser Zeit war er von 1980 bis 1984 freier Mitarbeiter der Main-Post. Anschließend war er bis zu seinem Ruhestand 2017 erneut als Zeitungsredakteur in der Würzburg-Redaktion der Main-Post angestellt, für die er weiterhin gelegentlich schreibt.
1983 erschien im Pupille-Verlag sein erstes Buch mit dem Titel „Es kann sein, dass wir eine Diktatur brauchen. Rechtsradikalismus und Demokratiefeindschaft in der Weimarer Republik am Beispiel Würzburg“. Er hat mehrere Bücher zur Würzburger Zeitgeschichte veröffentlicht. Von seinen Büchern zur Geschichte Würzburgs und Unterfrankens wurden bis 2018 rund 40.000 Exemplare verkauft.
Flade hat zwei erwachsene Söhne und lebt in der Würzburger Altstadt.

## Auszeichnungen
- Bayerische Verfassungsmedaille
- Carl-Gottfried-Scharold-Preis der Freunde Mainfränkischer Kunst und Geschichte e.V. 2010
- Kulturmedaille der Stadt Würzburg 2014[1]

## Bibliografie
- Die Menschen starben, die Erinnerung lebt. Neuere Forschungen über Juden in Würzburg. In: Würzburg-heute. Zeitschrift für Kultur und Wirtschaft. Heft 32, 1981, S. 48–49.
- „Es kann sein, dass wir eine Diktatur brauchen“. Rechtsradikalismus und Demokratiefeindschaft in der Weimarer Republik am Beispiel Würzburg. Pupille-Verlag, Würzburg 1983.
- Jüdische Schüler am Realgymnasium. In: Vom Königlichen Realgymnasium zum Siebold-Gymnasium Würzburg. Festschrift und Jahresbericht für das 120. Jahr 1983/84. Würzburg 1984, S. 71–73.
- Juden in Würzburg, 1918–1933 (= Mainfränkische Studien. Bd. 34), Freunde Mainfränkischer Kunst und Geschichte, Würzburg 1985; 2. Auflage ebenda 1986.
- Die Würzburger Juden. Ihre Geschichte vom Mittelalter bis zur Gegenwart. Mit einem Beitrag von Ursula Gehring-Münzel. Stürtz, Würzburg 1987; 2., erweiterte Auflage Königshausen & Neumann, Würzburg 1997.
- Juden und Christen in ländlichen Gemeinden Unterfrankens im 19. Jahrhundert, dargestellt anhand von Selbstzeugnissen aus jüdischer Feder. In: Jüdische Landgemeinden in Franken. Beiträge zu Kultur und Geschichte einer Minderheit. Bayreuth 1987, S. 43–46.
- Ländliches Judentum in Unterfranken im 20. Jahrhundert. In: Jüdische Landgemeinden in Franken. Beiträge zu Kultur und Geschichte einer Minderheit. Bayreuth 1987, S. 47–50.
- Leben und Tod Felix Fechenbachs. In: Roland Flade, Barbara Rott (Hrsg.): Der Puppenspieler. Ein Roman aus dem alten Würzburg. Königshausen & Neumann, Würzburg 1988, S. 7–30.
- Der Novemberpogrom von 1938 in Unterfranken. Vorgeschichte, Verlauf, Augenzeugenberichte (= Schriften des Stadtarchivs Würzburg. Band 6), Ferdinand Schöningh, Würzburg 1988.
- Felix Freudenberger (1874–1927), sozialdemokratischer Bürgermeister und Pazifist. In: Manfred Treml, Wolf Weigand (Hrsg.): Geschichte und Kultur der Juden in Bayern. Lebensläufe (= Veröffentlichungen zur Bayerischen Geschichte und Kultur. Nr. 18/88), Haus der Bayerischen Geschichte, München 1988, S. 269–272.
- „Jene, einem rebenreichen Weinstock verglichene Gemeinde“. Zur Geschichte der Juden im mittelalterlichen Würzburg. In: Manfred Treml, Josef Kirmeier (Hrsg.): Geschichte und Kultur der Juden in Bayern. Aufsätze (= Veröffentlichungen zur Bayerischen Geschichte und Kultur. Nr. 17/88), Haus der Bayerischen Geschichte, München 1988, S. 173–180.
- Felix Fechenbach und die Reform des Strafvollzugs in der Weimarer Republik. In: Roland Flade (Hrsg.): Felix Fechenbach, Im Haus der Freudlosen. Als Justizopfer im Zuchthaus Ebrach. Königshausen & Neumann, Würzburg 1993, S. 129–140.
- „Gesichtsausdruck: freundlich“. Fotos und Dokumente zur Haft Felix Fechenbachs im Zuchthaus Ebrach. In: Roland Flade (Hrsg.): Felix Fechenbach, Im Haus der Freudlosen. Als Justizopfer im Zuchthaus Ebrach. Königshausen & Neumann, Würzburg 1993, S. 141–167.
- Chronik der jüdischen Familie Loeb aus Simmern unter Dhaun. In: Matthias Molitor, Hans-Eberhard Berkemann (Hrsg.): Beiträge zur jüdischen Geschichte in Rheinland-Pfalz. 3. Jg., Ausgabe 1/1993, Heft Nr. 4, S. 61–69.
- Leben und Tod Felix Fechenbachs (in hebräischer Sprache). In: Der Puppenspieler (hebräische Ausgabe). Verlag Rubin Mass, Jerusalem 1995.
- The Lehmans: From Rimpar to the New World. A Family History. Mit Grußworten von US-Präsident Bill Clinton und Bundeskanzler Helmut Kohl. Königshausen & Neumann, Würzburg 1996; 2., erweiterte Auflage ebenda 1999. Unveränderter Nachdruck 2002.
- Die Lehmanns und die Rimparer Juden. Zur Dauerausstellung im Rathaus Rimpar. Königshausen & Neumann, Würzburg 1996.
- Der Ritualmord von Manau und seine Instrumentalisierung durch die unterfränkische NSDAP. In: Ullrich Wagner (Hrsg.): „Denn das Sterben des Menschen hört nie auf …“. Aspekte jüdischen Lebens in Vergangenheit und Gegenwart (= Schriften des Stadtarchivs Würzburg. Band 11). Ferdinand Schöningh, Würzburg 1997, S. 169–182.
- Lehrer, Sportler, Zeitungsgründer. Die Höchberger Juden und die Israelitische Präparandenschule (= Schriften des Stadtarchivs Würzburg. Band 12). Ferdinand Schöningh, Würzburg 1998.
- Max Mohr, ein vergessener Würzburger Schriftsteller. In: Max Mohr: Ramper, Programmheft zur Inszenierung im Theater Chambinzky. Februar 2002.
- The Immigrant’s Progress. An account of the travels of Henry Lehman from his home in Bavaria to New York in 1844, then by boat down the coast to Mobile, eventually settling in Montgomery. In: Montgomery County Historical Society Herald. Band 13, Nr. 2, Frühling 2005, S. 1–7 und 16.
- als Hrsg. mit Christoph Daxelmüller und Klaus M. Höynck: Ruth hat auf einer schwarzen Flöte gespielt. Geschichte, Alltag und Kultur der Juden in Würzburg. Echter, Würzburg 2005, ISBN 3-429-02666-0.
- Family History and its Meaning Today: The Case of the Lehman Family. In: Stammbaum. Journal of German-Jewish Genealogical Research, published by the Leo Baeck Institute. Nr. 29, Sommer 2006, S. 34–38.
- Der Mann, der Bismarck die Stirn bot. Der Publizist und Politiker Leopold Sonnemann aus Höchberg. In: Festschrift der Leonhard Frank-Gesellschaft zum 80. Geburtstag von Werner Dettelbacher. Echter, Würzburg 2006.
- Zwangssterilisationen und Zwangsabtreibungen an der Universitäts-Frauenklinik Würzburg im „Dritten Reich“. In: Mainfränkisches Jahrbuch für Geschichte und Kunst. Jg. 58, Freunde Mainfränkischer Kunst und Geschichte, Würzburg 2006, S. 171–182.
- „Unterfränkische Amerika-Auswanderer in der Mitte des 19. Jahrhunderts“. In: Andreas Mettenleiter (Hrsg.): Tempora mutantur – et nos? Festschrift Walter M. Brod. Akamedon, Pfaffenhofen 2007.
- Die Würzburger Juden von 1919 bis zur Gegenwart. In: Ulrich Wagner (Hrsg.): Geschichte der Stadt Würzburg. Band III/1 (Vom Übergang an Bayern 1814 bis zum 21. Jahrhundert). Theiss, Stuttgart 2007, S. 529–545.
- Schlaglicht: Ruschkewitz – eine Würzburger Familie. In: Ulrich Wagner (Hrsg.): Geschichte der Stadt Würzburg. Band III/1 (Vom Übergang an Bayern 1814 bis zum 21. Jahrhundert). Theiss, Stuttgart 2007, S. 546–548.
- Dieselben Augen, dieselbe Seele. Theresia Winterstein und die Verfolgung einer Würzburger Sinti-Familie im „Dritten Reich“. Ferdinand Schöningh, Würzburg 2008.
- Hoffnung, die aus Trümmern wuchs. 1945 bis 1948: Würzburgs dramatischste Jahre. Mediengruppe Main-Post, Würzburg 2008. (3. Auflage ebenda 2009)
- Jüdisches Leben in Höchberg. In: Martin Eisen (Hrsg.): Kirchenführer Matthäuskirche Höchberg. Höchberg 2008, S. 4–10.
- Der Koloss über dem Main. Ein Jahr residierte Gustav Adolf von Schweden im Aschaffenburger Schloss Johannisburg. In: Burgen und Schlösser in Unterfranken. Mediengruppe Main-Post, Würzburg 2008.
- Zukunft, die aus Trümmern wuchs. 1944 bis 1960: Würzburger erleben Krieg, Zerstörung, Wiederaufbau und Wirtschaftswunder. Mediengruppe Main-Post, Würzburg 2009.
- mit Rotraut Ries: David Schuster – Blick auf ein fränkisch-jüdisches Leben im 20. Jahrhundert (= Sonderveröffentlichungen des Stadtarchivs Würzburg. Band 7). Würzburg 2010.
- Einsatz der Ritaschwestern für die Würzburger Juden (1912–1942 und 1945–1960). In: Mit Herz und Hand aus gutem Grund. 100 Jahre Ritaschwestern. Hrsg. von Schw. M. Theresa Reulbach OSA, Würzburg 2011.
- Würzburgs neuer Stadtteil Hubland. Seine Geschichte vom 18. bis zum 21. Jahrhundert. (= Schriften des Stadtarchivs Würzburg. Heft 20). Ferdinand Schöningh, Würzburg 2014.
- Jüdische Familiengeschichten aus Unterfranken. Main-Post, Würzburg 2015, ISBN 978-3-925232-89-3.
- Vergessenes Leid. Wie Würzburger den Ersten Weltkrieg erlebten. Main-Post, Würzburg 2018, ISBN 978-3-925232-99-2.
- Reiche Vergangenheit. Unterfranken hatte ungewöhnliche viele jüdische Gemeinden und jüdische Einrichtungen. In: Jüdisches Museum München, Museum für Franken in Würzburg (Hrsg.): Katalog zur Ausstellung „Sieben Kisten mit jüdischem Material“ – Von Raub und Wiederentdeckung von 1938 bis heute. Berlin/Leipzig 2018, S. 14–23.
- Jehuda Amichais Roman ‚Nicht von jetzt, nicht von hier’: Dichtung und Wirklichkeit. In: Eric Hilgendorf, Daniel Osthoff (Hrsg.): Erinnerung als Ausweg. Beitrage zu Jehuda Amichais Roman ‚Nicht von jetzt, nicht von hier’. Königshausen & Neumann, Würzburg 2019, S. 9–36.
- Die Ritaschwester Elisabeth Wenzel in Jehuda Amichais Roman ‚Nicht von jetzt, nicht von hier. In: Eric Hilgendorf, Daniel Osthoff (Hrsg.): Erinnerung als Ausweg. Beitrage zu Jehuda Amichais Roman ‚Nicht von jetzt, nicht von hier’. Königshausen & Neumann, Würzburg 2019, S. 37–60.
- Max Mohr (1891–1937) – eine biographische Skizze. In: Max Mohr, Frau ohne Reue, Neuausgabe des Romans, der erstmals 1933 erschien, aus Anlass der Aktion „Würzburg liest ein Buch“ 2020. Weidle Verlag, Bonn 2019, ISBN 978-3-938803-95-0, S. 189–214.
- Verzweiflung und Not: Eine Würzburger Familie im Ersten Weltkrieg. In: Revolution! Der Übergang von der Monarchie zur Republik im Raum Würzburg 1918/19. Begleitband zur Ausstellung und Vortragsreihe im Jubiläumsjahr, hrsg. vom Stadtarchiv Würzburg. Spurbuchverlag, Würzburg 2019, ISBN 978-3-88778-559-8, S. 89–98.[6]